# 펜드래건
펜드래건(영어: Pendragon, 웨일스어: Pen Draig 벤 드라이그)은 켈트족 브리튼인의 전통에서 여러 군주들을 가리키는 이름이다. 펜드래건이라는 이름으로 불린 이로는 암브로시우스 아우렐리아누스, 우서 펜드래건, 우서의 아들 아서 펜드래건, 귀네드
의 마엘근 등이 있다. 웨일스 신화의 한 줄기를 이루는 아서 이야기에서 암브로시우스는 콘스탄틴 2세의 아들이며, 우서의 형제이고, 우서는 아서의 아버지인 혈연관계가 있다.
"펜드래건"이라는 말의 켈트어 의미를 풀어보면 Pen은 "머리"라는 뜻이고 Draig는 용이라는 뜻으로 즉슨 "펜드래건"은 "용의 머리" 또는 "우두머리 용"이라는 뜻이다.